# Groesbeck (Teksas)
Groesbeck je grad u američkoj saveznoj državi Teksas. Prema popisu stanovništva iz 2010. u njemu je živjelo 4.328 stanovnika.